# Domvast
Domvast – miejscowość i gmina we Francji, w regionie Hauts-de-France, w departamencie Somma.
Według danych na rok 2011 gminę zamieszkiwały 343 osoby, a gęstość zaludnienia wynosiła 27 osób/km² (wśród 2293 gmin Pikardii Domvast plasuje się na 793. miejscu pod względem liczby ludności, natomiast pod względem powierzchni na miejscu 282.).